# つがる市地域内交通
つがる市地域内交通（つがるしちいきないこうつう）は、青森県つがる市が運行する廃止代替バス。

## 概要
- 本交通は、弘南バスの鶴田線（廻堰経由）・南広森線・下繁田線（川除経由）・再賀線の各路線が、2018年9月30日をもって廃止されたため、公共交通機関が無くなる地域に、代替交通として2018年10月1日から運行が開始された。

## 沿革
- 2018年（平成30年）10月1日 - 運行開始。
- 2019年（令和元年）10月1日 - 利用状況に鑑み、運行内容を見直し、復路は午前、往路は午後の運行に変更。下繁田再賀線が1往復減便。吹原線の復路最終便が、部活帰りの学生に対応するため、木造高校発に変更。同日から、吹原線と柏線については、予約制乗合タクシー[1]による運行に変更された。

## 路線
- 吹原線（弘南バス南広森線代替）
  - 吹原 - 高野山通り - 駒田 - 越水農協前 - 越水郵便局前 - 広岡通り - 三ツ館下町 - 三ツ館上町 - 下福原 - 中福原 - 神社前 - 中福原東口 - 上福原 - 近野西 - 近野 ← 木造高校（吹原行最終便のみ）
    - 近野バス停で弘南バス出来島線に接続。
- 下繁田再賀線（弘南バス下繁田線・再賀線代替）
  - 下繁田西口 - 下繁田 - 下繁田学校前 - 船越 - 繁田 - 家調入口 - 北家調 - 家調 - 下穂積 - 穂積 - 上穂積 - 細沼 - 鶴見里 - 神社前 - 元増 - 公民館前 - 沼崎 - 稲垣支所前 - 沼館 - 語集会所前 - 語 - 再賀 - 再賀西口 - 千年 - 石館 - 堅固 - 林 - 林郵便局 - 大畑
    - 元増・稲垣支所前の各バス停で弘南バス豊川線に、大畑バス停で弘南バス市浦庁舎線（十三経由）に、それぞれ接続。
- 柏線（弘南バス鶴田線代替）
  - 小中野 - じょっぱり温泉前 - 下桑野木田 - 柏支所前 - 商工会館前 - 上古川西口 - 上古川 - 中古川 - 下古川西口 -  下古川 - 下古川東口 - 稲盛村（小中野発始発便のみ停車） - イオンモールつがる柏前
    - 稲盛村（小中野発始発便のみ）バス停で弘南バス十三線に、イオンモールつがる柏（小中野発始発便除く）バス停で弘南バス鯵ヶ沢線と接続。

## 運行
- 吹原線・小中野線
  - 往路午前3本、復路午後3本。
- 下繁田再賀線
  - 往路午前2本、復路午後2本。
- 全路線共、土日祝日・年末年始は運休。